# Uściszki
Uściszki (lit. Ustiškės) − wieś na Litwie, w rejonie solecznickim, 3 km na zachód od Turgieli, zamieszkana przez 18 ludzi. Przed II wojną światową w Polsce, w powiecie wileńsko-trockim województwa wileńskiego.